# Série 46 SNCB
La série 46, à l'origine type 554 est un type d'autorail de la Société nationale des chemins de fer belges (SNCB) construit par Ragheno et Brossel.

## Histoire

### Origines
Après la Seconde Guerre mondiale, la Société nationale des chemins de fer belges (SNCB) reprend son programme d'équipement d'autorails initié à la fin des années 1930 avec les types 551, 552 et 553 pour remplacer la traction vapeur mais les besoins évoluant, la compagnie se tourne vers des modèles plus-lourds que ceux d'avant-guerre aboutissant aux types 603, 604 et 605. Malgré tout, après des études, il est conclu que des autorails plus légers similaires à ceux d'avant-guerre ont un intérêt pour les besoins spécifiques des services touristiques à condition d'en améliorer le confort. La SNCB décide alors de faire construire dix autorails dans la lignée des modèles d'avant-guerre mais à la conception grandement améliorée, seule la motorisation du type 553 à moteur diesel Brossel et transmission mécanique par boite de vitesse du même constructeur est reprise telle quelle, les principales améliorations portent sur :
- le confort des voyageurs  (sièges, installation d'un WC, isolation acoustique et amélioration de l'éclairage) ;
- l'isolation du moteur par l'emploi d'un faux-châssis suspendu élastiquement à la caisse ;
- l'augmentation de la vitesse de 60 à 80 km/h ;
- l'isolation du poste de conduite tout en permettant une vue panoramique.

La commande est passée en octobre 1949 pour dix unités au groupement des Usines Ragheno pour le véhicule en lui-même et Brossel pour la motorisation. Cette commande est augmentée de dix autres unités en mai 1950 la SNCB voyant dans ces véhicules une opportunité pour permettre l'exploitation de certaines lignes à faible trafic ne justifiant pas l'acquisition d'autorails lourds des types 6xx aboutissant à un total de vingt unités. Les livraisons vont s'échelonner de juillet 1952 à janvier 1953.

### Utilisation
- Au cours des années 1960, la concurrence de la route induit la fermeture des lignes secondaires les moins fréquentées. Ces autorails restent toutefois en service là où leur capacité limitée s'accommode à la demande, en raison de leurs coûts d'exploitations inférieurs.
- Au cours des années 1972 à 1975, la série bénéficie d'une rénovation voyant, outre la rénovation des espaces voyageurs, sa motorisation remplacée par un moteur General Motors associée à une transmission hydromécanique Voith DIWA.
- En 1984, les chemins de fer belges réforment en profondeur leur offre voyageur. Le "Plan IC-IR" améliore sensiblement la desserte des lignes principales, notamment par l'introduction d'un horaire cadencé. Parallèlement, les lignes secondaires subsistantes - majoritairement non électrifiées - sont à leur tour fermées. Ces autorails, de capacité insuffisante, se retrouvent rapidement sans usage, malgré leur âge. Certains sont réutilisés pour les besoins des services de l'infrastructure. D'autres sont cédés à des chemins de fer touristiques.

Plus aucun autorail de la série n'est utilisé ni par la SNCB, ni par son service infrastructure (devenu Infrabel).
La moitié de la série est actuellement préservée par des associations et circulent pour la plupart en service touristique, d'autres ont été ou sont gardés pour pièces ou par des particuliers à diverses fins (voir section #Matériel préservé).

## Caractéristiques

### Caractéristiques générales

Plan d'ensemble

| Type                              | Type 544 puis série 26 après 1971       |
| Nombre construits                 | 20                                      |
| Constructeur                      | Ragheno et Brossel                      |
| Numéros                           | 554.01-554.20 puis 4601-4620 après 1971 |
| Conduite                          | bidirectionnelle                        |
| Composition                       | caisse unique                           |
| Écartement [mm]                   | standard (1 435)                        |
| Longueur hors-caisse [mm]         | 16 220                                  |
| Hauteur hors-caisse [mm]          | 3 400                                   |
| Entraxe bogies [mm]               | 10 020                                  |
| Porte-à-faux hors-caisse [mm]     | 3 100                                   |
| Masse à vide / en charge [t]      | 23,5 / 32,6                             |
| Nombre de bogies moteurs+porteurs | 2+0                                     |
| Disposition des essieux           | 1A'A1'                                  |

### Bogies
| Type                               | Moteur                    |
| ---------------------------------- | ------------------------- |
| Pivotant (degré)                   | oui                       |
| Essieux                            | classique                 |
| Empattement [mm]                   | 1 650                     |
| Diamètre roues neuves (usées) [mm] | 700                       |
| Suspension                         | primaire uniquement       |
| Liaison caisse bogie               | crapaudine sur le châssis |
| Motorisation                       |                           |
| Agencement                         | externe au bogie          |
| Essieux moteurs                    | 1 (intérieur)             |
| Plan                               | Plan                      |

### Motorisation
| Utilisation                                         | d'origine | rénovation de 1972                                                                   |
| Motorisation                                        | |                                                                                      |
| Moteur                                              | diesel Brossel 8 D 120 B                                                                                            | diesel General Motors 6-71N                                                          |
| Architecture                                        | 8 cylindres en ligne vertical                                                                                       | 6 cylindres en ligne vertical à injection directe                                    |
| Alésage / course [mm]                               | 120x155 |                                                                                      |
| Masse [kg]                                          | 1 175 |                                                                                      |
| Puissance max [kW] ([ch]) à X tours par minute      | 122 kW (166 ch) à 1 800 tr/min                                                                                      |                                                                                      |
| Puissance continue [kW] ([ch]) à X tours par minute | | 131 à 1 800                                                                          |
| Nombre dans le véhicule                             | 1 | 1                                                                                    |
| Disposition                                         | Dans un faux-châssis sous la caisse suspendu à celle-ci par des supports élastiques.                                | Dans un faux-châssis sous la caisse suspendu à celle-ci par des supports élastiques. |
| Transmission                                        | |                                                                                      |
| Transmission                                        | Essieu intérieur de chaque bogie.                                                                                   | Essieu intérieur de chaque bogie.                                                    |
| Type de transmission                                | mécanique | hydromécanique                                                                       |
| Boite de vitesse                                    | Brossel | Voith DIWABUS type 501 JS 380                                                        |
| Type                                                | manuelle à quatre vitesses                                                                                          | automatique à fonctionnement hydromécanique et deux vitesses                         |
| Autres                                              | |                                                                                      |
| Remarques                                           | Motorisation identique aux autorails type 553 à l'exception du différentiel pour permettre une vitesse plus élevée. |                                                                                      |

### Freinage
Frein Westinghouse à sabots en fonte sur les bandages.

### Aménagement
Dans la lignée des types 551 à 553 d'avant-guerre, l'autorail est aménagé avec deux plateformes extrêmes et un compartiment central à classe unique (3e) sans cloisons intérieures, il comporte soixante-seize places assises en 3+2 sièges de front ainsi que quatre strapontins sur chaque plateforme (du côté de l'espace voyageur) et trente à quarante places debout, tous les sièges sont rembourrés avec appui tête tranchant avec les banquettes en bois des autorails d'avant-guerre. La toilette est installée vers le milieu du véhicule en face de laquelle le moteur est disposé dans un faux châssis sous les banquettes, l'allongement de la caisse ayant permis de ne pas réduire l'espace entre les banquettes tout en y logeant le moteur. Le poste de conduite disposé au centre est intégralement séparé du reste du véhicule par des cloisons vitrées qui permettent néanmoins aux voyageurs de profiter de la vue à l'avant du véhicule.
Lors de la rénovation de 1972 une rangée de sièges ainsi que les strapontins accolés sont retirées sur le côté de chaque plateforme réduisant le nombre de sièges à soixante-six et supprimant les strapontins.

### Livrées
- À deux tons de vert ;
- Jaune et rouge (rénovation de 1972).

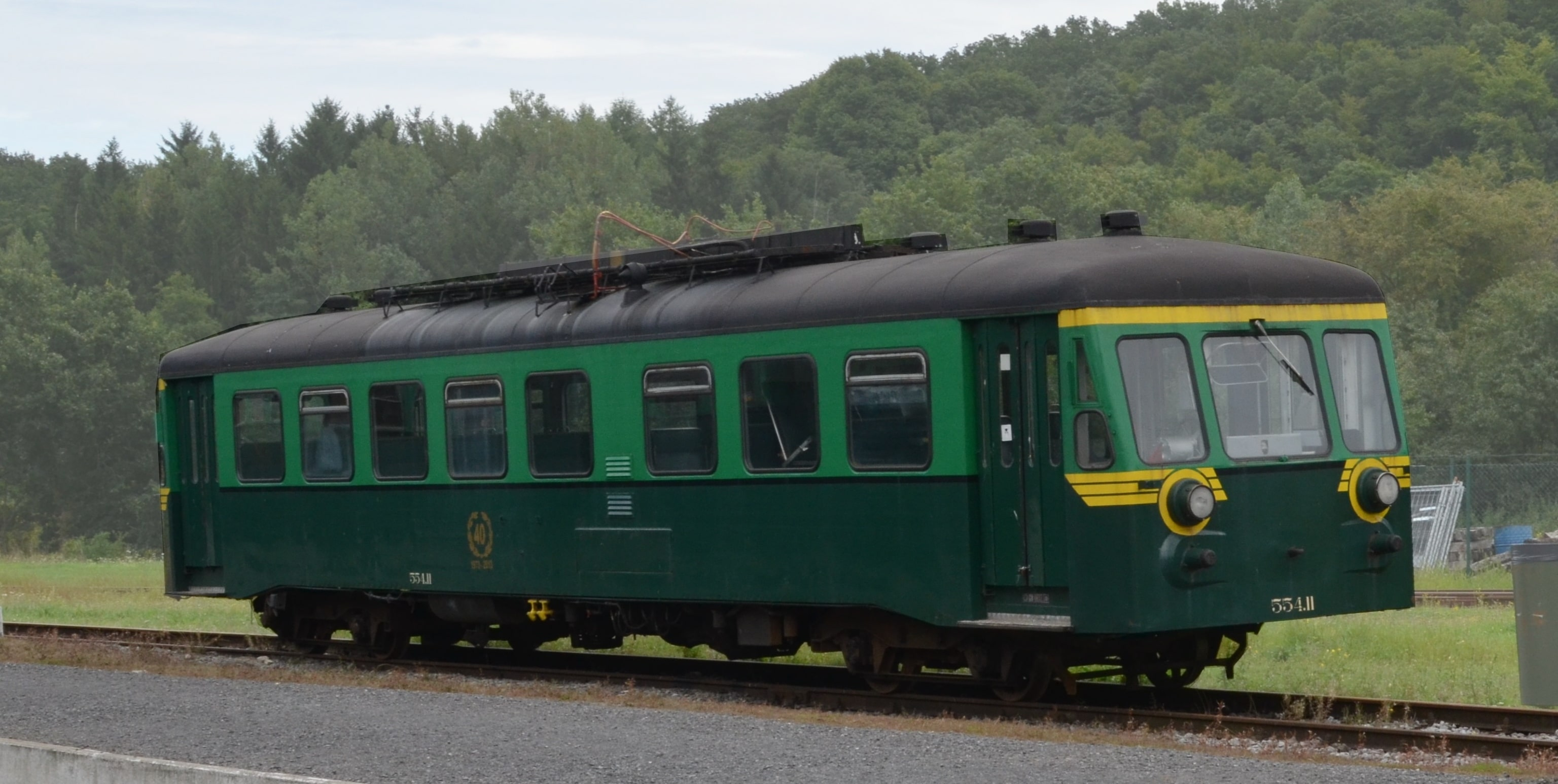
Livrée à deux tons vert.
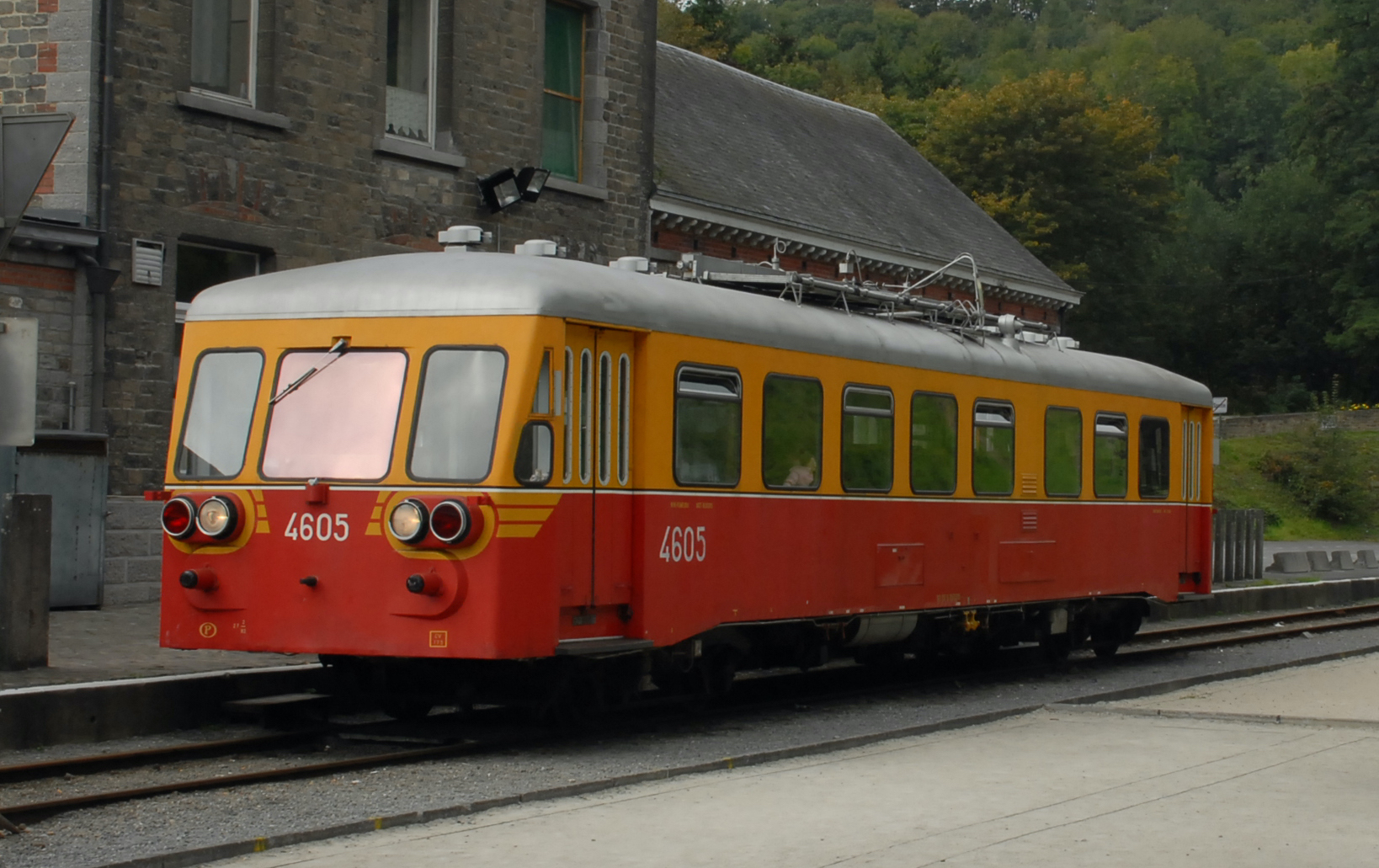
Livrée jaune et rouge de 1972.

## Matériel préservé
| Illustration | Association ou musée                             | Numéro        | Histoire | Remarques                                                         |
| ------------ | ------------------------------------------------ | ------------- | --- | ----------------------------------------------------------------- |
|              | Chemin de fer à vapeur Termonde - Puers          | 4614          | Il était jusqu'en 2016 utilisé comme annexe d'un relais touristique installé dans la gare de Dennée-Maredsous, sur la ligne 150. Il fut exploité entre 1989 et 1991 par le PFT et le Train Touristique de la Meuse - Molignée (TTMM) entre Maredsous et Ermeton-sur-Biert où il était relayé par une draisine ex-SNCB vers Stave (à cause de l'état de la voie). Précédemment, il circulait sur le LSV, un chemin de fer touristique opérant à As, dans le Limbourg. Depuis 2016, il a rejoint la collection du Chemin de fer à vapeur Termonde - Puurs |                                                                   |
|              | Chemin de fer à vapeur des Trois Vallées (CFV3V) | 4608          | Ils lui sont parfois parvenus après avoir été acquis par d'autres associations. Le 4608 a conservé la livrée rouge et jaune qu'ils portaient lors des dernières années de service, alors que les 554.10 et 554.11 ont été repeints en deux tons de vert, la livrée originale (c'est également le cas du 4618 du PFT) bien qu'étant tous les deux des autorails modernisé qui n'ont donc plus leurs fenêtres d'origine, ceci créant un ananchonisme. L'autorail 4611 avait été utilisé pour desservir la ligne Dinant - Givet lorsque le CFV3V l'exploitait touristiquement. Il avait alors été repeint dans une livrée bleue et crème caractéristique de l'entre deux guerres, mais jamais portée par cette série qui fut livrée ultérieurement. |                                                                   |
|              | Chemin de fer à vapeur des Trois Vallées (CFV3V) | 554.10 (4610) | |                                                                   |
|              | Chemin de fer à vapeur des Trois Vallées (CFV3V) | 554.11 (4611) | |                                                                   |
|              | Chemin de fer à vapeur des Trois Vallées (CFV3V) | 4616          | |                                                                   |
|              | Patrimoine ferroviaire et tourisme (PFT)         | 4602          | Ces autorails assurent notamment à tour de rôle l'exploitation régulière du Chemin de fer du Bocq. L'association a également utilisé le 4613 comme banque d'organes, puis l'a envoyé à la ferraille. Cet autorail avait préalablement donné son moteur à un AR vicinal sauvegardé par l'Asvi. | Préservé en collaboration avec le petit train à vapeur de Forest. |
|              | Patrimoine ferroviaire et tourisme (PFT)         | 4605          | Ces autorails assurent notamment à tour de rôle l'exploitation régulière du Chemin de fer du Bocq. L'association a également utilisé le 4613 comme banque d'organes, puis l'a envoyé à la ferraille. Cet autorail avait préalablement donné son moteur à un AR vicinal sauvegardé par l'Asvi. |                                                                   |
|              | Patrimoine ferroviaire et tourisme (PFT)         | 554.18 (4618) | Ces autorails assurent notamment à tour de rôle l'exploitation régulière du Chemin de fer du Bocq. L'association a également utilisé le 4613 comme banque d'organes, puis l'a envoyé à la ferraille. Cet autorail avait préalablement donné son moteur à un AR vicinal sauvegardé par l'Asvi. |                                                                   |
|              | Stoomcentrum Maldegem                            | 4603          | À l'origine préservé comme monument en gare de Charleroi Sud. |                                                                   |
|              | Stoomcentrum Maldegem                            | 4620          | Le 4612, qui avait été transformé en autorail de service infrastructure, a également été acquis par cette association auprès du PFT comme banque d'organes pour leur 4620, puis envoyé à la ferraille. |                                                                   |